# Rephlex Records
Rephlex Records è un'etichetta discografica britannica di musica elettronica fondata da Richard D. James ( Aphex Twin ) & Grant Wilson-Claridge. Il genere musicale di questa etichetta è chiamato Braindance. La Braindance nasce dall'unione di vari generi, il termine nasce nel 1991 per identificare una musica elettronica di ascolto che coinvolge sia il cervello, sia il desiderio di muoversi e ballare, con il corpo. Una musica composta dall'unione di svariati generi, tra i principali: musica classica, electro, acid music, ambient, techno, breakbeat, drum and bass ... La definizione ufficiale dice: Braindance è il genere che racchiude i migliori elementi di tutti i generi.
Rephlex ha pubblicato la musica di molti importanti e influenti
artisti elettronici, tra i quali: Mike Paradinas, il fondatore della Planet Mu
Records, Luke Vibert prolifico musicista elettronico ispirato all'Acid Music e Squarepusher il virtuoso del basso, che ha rinnovato il genere della drum'n bass, contemporanea.
L'etichetta ha anche rimasterizzato e ristampato le prime opere dei suoi eroi Acid come 808 State e The Future Sound of London,
e rilanciato la carriera di produttori come il duo Black Devil, tramite una ri-pubblicazione del loro primo disco.
La chiusura 
Nel 2013 la Rephlex, chiude il sito web, da dove era possibile ascoltare gratuitamente i brani streaming di quasi tutte le uscite prodotte, il link del sito rimandava direttamente alla pagina personale di Rephlex, del sito web Discogs: www.discogs.com, ( un database / negozio per la vendita di musica gestita dagli utenti, che tratta intere discografie su supporti come: Vinile, CD, Music Cassetta, altri formati fisici non usuali, e negli ultimi anni l'archivio delle uscite in formato digitale ).
Dal 2013 in poi sono uscite diverse uscite ma mai accompagnate dal logo ufficiale della label, come se si trattasse di aiutare gli artisti a rilasciare gli ultimi dischi.
Nel 2014 appare in un'intervista sul sito web Inkimasho! con un'intervista esclusiva ai fratelli D'arcangelo, duo italiano prodotto fin dagli esordi dalla label, l'articolo introduce brevemente alle origini dell'etichetta e alla varietà del catalogo proposto negli ultimi 20 anni di attività, divenendo negli anni uno dei principali punti di riferimento della musica elettronica sperimentale a livello internazionale. Proprio in questo breve testo, compare la frase: Rephlex has closed up shop.
Dai media non è mai stata ufficializzata la chiusura definitiva.
Musicisti
- AFX
- Astrobotnia
- Bogdan Raczynski
- Bochum Welt
- Caustic Window
- Ceephax Acid Crew
- Cylob
- D'Arcangelo
- DMX Krew
- EOD
- Jodey Kendrick
- The Kosmik Kommando
- Luke Vibert
- Lory D
- Universal Indicator
- The Tuss
- Mike Dred
- Monolith
- Wisp